# Wyszcza liha (2002/2003)
Wyszcza liha w piłce nożnej 2002/2003 – XII edycja najwyższych w hierarchii rozgrywek ligowych ukraińskiej klubowej piłki nożnej. Sezon rozpoczął się 7 lipca 2002, a zakończył się 18 czerwca 2003.

## Drużyny
Zespoły występujące w Wyszczej Lidze 2002/2003
- Arsenał Kijów
- Czornomoreć Odessa
- Dnipro Dniepropetrowsk
- Dynamo Kijów
- Illicziweć Mariupol
- Karpaty Lwów
- Krywbas Krzywy Róg
- Metalist Charków
- Metałurh Donieck
- Metałurh Zaporoże
- Obołoń Kijów
- FK Oleksandria
- Szachtar Donieck
- Tawrija Symferopol
- Wołyń Łuck
- Worskła Połtawa

Uwagi
- – zespoły, które awansowały z Pierwszej ligi edycji 2001/02
- do 22 lipca 2002 roku Wołyń Łuck nazywał się SK „Wołyń-1 Łuck"
- do 17 grudnia 2002 roku Illicziweć Mariupol nazywał się Metałurh Mariupol
- do 25 lutego 2003 roku FK Oleksandria nazywał się Polihraftechnika Oleksandria

## Stadiony
| Lp. | Klub                   | Miasto          | Stadion               | Pojemność |
| --- | ---------------------- | --------------- | --------------------- | --------- |
| 1   | Arsenał Kijów          | Kijów           | NSK Olimpijski        | 83 450    |
| 2   | Czornomoreć Odessa     | Odessa          | Stadion CCzMP         | 20 836    |
| 3   | Dnipro Dniepropetrowsk | Dniepropetrowsk | Stadion Dnipro Meteor | 24 381    |
| 4   | Dynamo Kijów           | Kijów           | Stadion Dynamo        | 16 873    |
| 5   | FK Oleksandria         | Oleksandria     | Stadion Nika          | 5 692     |
| 6   | Illicziweć Mariupol    | Mariupol        | Stadion Illicziweć    | 12 680    |
| 7   | Karpaty Lwów           | Lwów            | Stadion Ukraina       | 28 051    |
| 8   | Krywbas Krzywy Róg     | Krzywy Róg      | Stadion Metałurh      | 29 782    |
| 9   | Metalist Charków       | Charków         | Stadion Metalist      | 43 000    |
| 10  | Metałurh Donieck       | Donieck         | Stadion Metałurh      | 5 094     |
| 11  | Metałurh Zaporoże      | Zaporoże        | Stadion Metałurh      | 11 883    |
| 12  | Obołoń Kijów           | Kijów           | Stadion Obołoń        | 5 100     |
| 13  | Szachtar Donieck       | Donieck         | Stadion Szachtar      | 31 718    |
| 14  | Tawrija Symferopol     | Symferopol      | Stadion Łokomotyw     | 20 000    |
| 15  | Wołyń Łuck             | Łuck            | Stadion Awanhard      | 12 080    |
| 16  | Worskła Połtawa        | Połtawa         | Stadion Worskła       | 24 795    |

## Końcowa tabela
| #  | Klub                   | M  | Z  | R  | P  | Gole  | Pkt |
| 1  | Dynamo Kijów           | 30 | 23 | 4  | 3  | 66-20 | 73  |
| 2  | Szachtar Donieck       | 30 | 22 | 4  | 4  | 61-24 | 70  |
| 3  | Metałurh Donieck       | 30 | 18 | 6  | 6  | 44-26 | 60  |
| 4  | Dnipro Dniepropetrowsk | 30 | 18 | 5  | 7  | 48-27 | 59  |
| 5  | Arsenał Kijów          | 30 | 16 | 8  | 6  | 49-24 | 56  |
| 6  | Wołyń Łuck             | 30 | 12 | 5  | 13 | 37-44 | 41  |
| 7  | Karpaty Lwów           | 30 | 9  | 9  | 12 | 29-37 | 36  |
| 8  | Czornomoreć Odessa     | 30 | 10 | 4  | 16 | 31-45 | 34  |
| 9  | Tawrija Symferopol     | 30 | 9  | 7  | 14 | 36-50 | 34  |
| 10 | Ilicziwec Mariupol     | 30 | 8  | 10 | 12 | 34-38 | 34  |
| 11 | Worskła Połtawa        | 30 | 8  | 8  | 14 | 26-41 | 32  |
| 12 | Krywbas Krzywy Róg     | 30 | 8  | 7  | 15 | 25-37 | 31  |
| 13 | FK Oleksandria         | 30 | 7  | 9  | 14 | 26-43 | 30  |
| 14 | Obołoń Kijów           | 30 | 7  | 7  | 16 | 32-45 | 28  |
| 15 | Metałurh Zaporoże      | 30 | 6  | 8  | 16 | 22-41 | 26  |
| 16 | Metalist Charków       | 30 | 6  | 5  | 19 | 19-43 | 23  |

Drużyna FK Oleksandria została zdegradowana do Druhiej Lihi w wyniku bankructwa, jej miejsce w lidze zajął Metałurh Zaporoże.
Legenda:
|  | - Liga Mistrzów UEFA |
|  | - Puchar UEFA        |
|  | - spadek             |

## Najlepsi strzelcy
| # | Strzelec                | Drużyna                | Mecze | Bramki(karne) |
| - | ----------------------- | ---------------------- | ----- | ------------- |
| 1 | Maksim Szackich         | Dynamo Kijów           | 29    | 22 (1)        |
| 2 | Ołeksij Bielik          | Szachtar Donieck       | 28    | 21            |
| 3 | Ołeh Wenhłynski         | Dnipro Dniepropetrowsk | 23    | 19            |
| 4 | Szalwa Apchazawa        | Arsenał Kijów          | 26    | 14            |
| 5 | Ołeksandr Hajdasz       | Tawrija Symferopol     | 28    | 12            |
| 5 | Wjaczesław Tereszczenko | Obołoń Kijów           | 30    | 12 (1)        |
| 7 | Diogo Rincón            | Dynamo Kijów           | 23    | 10            |
| 7 | Wasil Gigiadze          | Tawrija Symferopol     | 27    | 10 (4)        |
| 9 | Samir Əliyev            | Wołyń Łuck             | 21    | 9 (1)         |
| 9 | Ołeksandr Kosyrin       | Czornomoreć Odessa     | 23    | 9 (2)         |
| 9 | Serhij Zakarluka        | Metałurh Donieck       | 29    | 9 (1)         |

## Medaliści
(liczba meczów i goli w nawiasach)
| 1. Dynamo Kijów |
| Bramkarzy: Witalij Rewa (15 / -7), Ołeksandr Szowkowski (15 / -13). Obrońcy: Andrij Nesmaczny (29), Goran Gavrančić (23 / 4), Jurij Dmytrulin (19 / 1), Serhij Fedorow (17 / 4), László Bodnár (14), Goran Sablić (14), Ołeksandr Hołowko (8). Pomocnicy: Andrij Husin (28 / 1), Tiberiu Ghioane (25 / 2), Florin Cernat (24 / 6), Walancin Bialkiewicz (23 / 3), Georgi Peew (22), Alaksandar Chackiewicz (18 / 4), Jerko Leko (18 / 3), Badr El Kaddouri (4), Ołeksandr Alijew (2), Ołeksandr Jacenko (1). Napastnicy: Maksim Shatskix (29 / 22), Diogo Rincón (23 / 10), Ołeksandr Mełaszczenko (13 / 2), Lucky Idahor (8), Artem Miłewski (6 / 1). Trener: Ołeksij Mychajłyczenko. Odeszli w sezonie: Leandro Machado (5 / 2) (Santa Clara), Władysław Waszczuk (5) (Spartak Moskwa), Ihor Skoba (2) (Obołoń Kijów), Witalij Łysycki (1) (Czornomoreć Odessa), Ołeksandr Radczenko (1) (Dnipro Dniepropetrowsk). |
| 2. Szachtar Donieck |
| Bramkarzy: Dmytro Szutkow (20 / -14), Wojciech Kowalewski (10 / -10). Obrońcy: Daniel Florea (23 / 1), Assane N’Diaye (23), Mychajło Starostiak (20), Isaac Okoronkwo (19), Predrag Pažin (7), Dainius Gleveckas (6), Jewhen Bredun (5). Pomocnicy: Anatolij Tymoszczuk (30 / 4), Mariusz Lewandowski (24 / 4), Ołeksij Bachariew (23 / 2), Hennadij Zubow (17 / 4), Serhij Popow (16 / 3), Adrian Pukanycz (14), Nenad Lalatović (10). Napastnicy: Andrij Worobiej (29 / 8), Ołeksij Haj (29 / 5), Ołeksij Bielik (28 / 21), Brandão (18 / 4), Julius Aghahowa (10 / 1), Milan Jovanović (6 / 1). Trener: Nevio Scala (9 meczów do września), Wałerij Jaremczenko (21 meczów od września). Odeszli w sezonie: Damián Rodríguez (8 / 1) (Dorados de Sinaloa), Ołeh Pestriakow (8) (Spartak Moskwa), Andrij Koniuszenko (7) (Wołyń Łuck).                                                                             |
| 3. Metałurh Donieck |
| Bramkarzy: Andrij Nikitin (18 / -18), Jurij Wirt (13 / -8). Obrońcy: Wjaczesław Czeczer (24 / 1), Wołodymyr Jaksmanyćki (22 / 1), Igor Ǵuzełow (18 / 1), Boban Grnczarow (11 / 1), Jewhen Kotow (9), Ołeksandr Kuczer (1). Pomocnicy: Ołeksandr Zotow (25 / 5), Wołodymyr Ponomarenko (25 / 2), Gocza Dżamarauli (22 / 4), Bernard Tchoutang (17 / 3), Serhij Szyszczenko (13), Eduard Cychmejstruk (12), Ołeksandr Ołeksijenko (8), Jurij Sełezniow (8), Serhij Zhura (8), Iulian Arhire (6), Jegisze Melikjan (5), Ołeh Matwiejew (4), Ołeksandr Kowałenko (3). Napastnicy: Serhij Zakarluka (29 / 9), Serhij Tkaczenko (28 / 3), Tony Alegbe (18), Giorgi Demetradze (15 / 8), Serhij Dranow (14 / 1), Serhij Atelkin (13 / 1), Ilija Stolica (10 / 3), Roman Pyłypczuk (7 / 1), Iwan Krywoszejenko (4). Trener: Semen Altman (15 meczów w rundzie pierwszej), Ołeksandr Sewidow (15 meczów w rundzie drugiej).   |

Uwaga: Piłkarze oznaczone kursywą występowali również na innych pozycjach.